# Никовский, Николай Тарасович
Николай Тарасович Никовский (1917—1997) — полковник Советской Армии, участник подавления Венгерского восстания 1956 года, Герой Советского Союза (1956).

## Биография

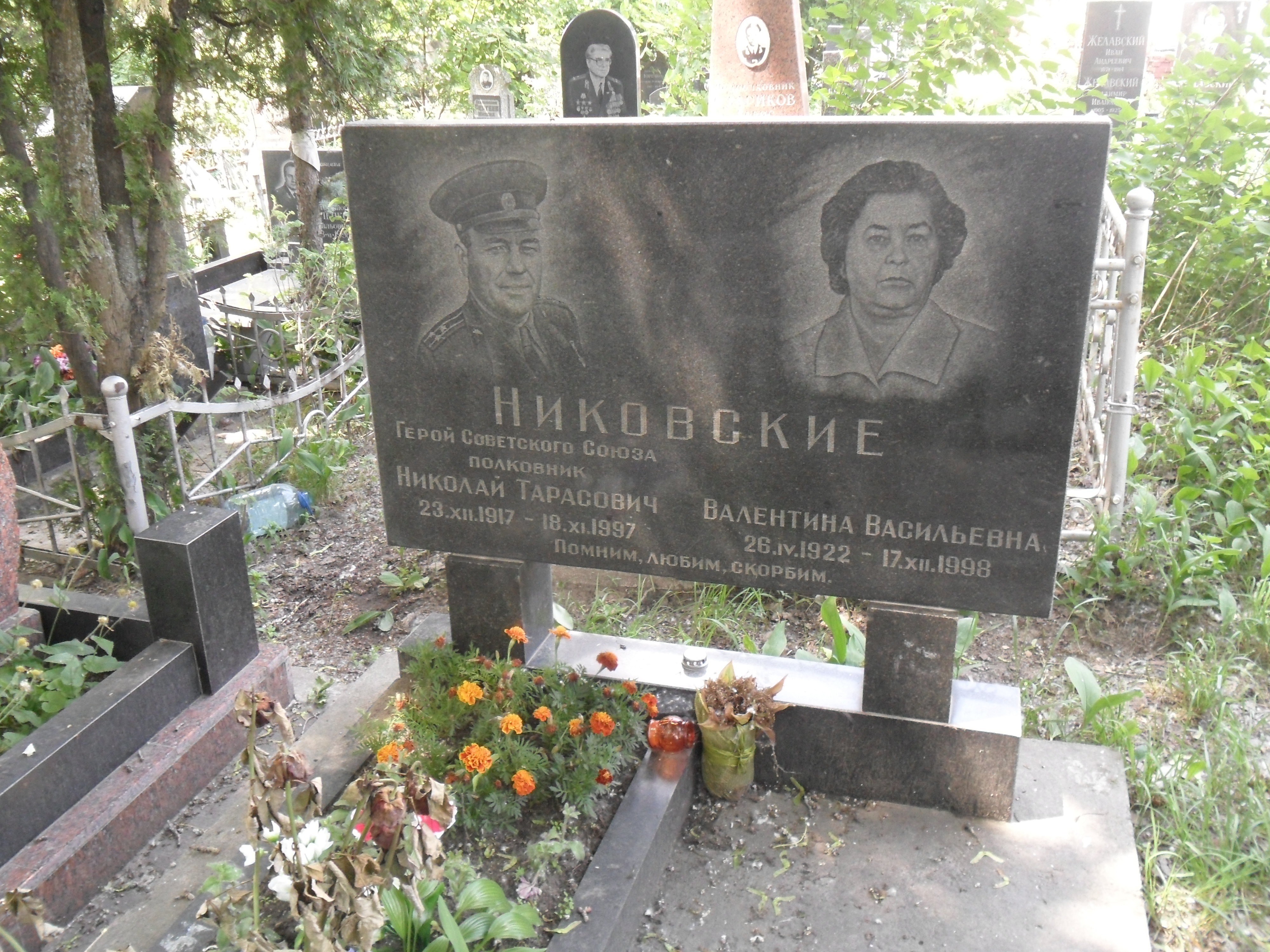
Могила Никовского на Лукьяновском военном кладбище Киева.

Николай Никовский родился 10 (по новому стилю — 23) декабря 1917 года в селе Ялосоветка (ныне — Катеринопольский район Черкасской области Украины). После окончания автомобильного техникума работал шофёром-механиком в машинно-тракторной станции. В 1938 году Никовский был призван на службу в Рабоче-крестьянскую Красную Армию. В 1941 году он окончил курсы политического состава при Саратовском бронетанковом училище. Участвовал в советско-финской и Великой Отечественной войнах. В 1945 году Никовский окончил Военную академию бронетанковых и механизированных войск. К осени 1956 года служил на территории Венгерской Народной Республики, командовал 87-м гвардейским тяжёлым танко-самоходным полком 2-й гвардейской механизированной дивизии.
24 октября 1956 года полк Никовского одним из первых вошёл в Будапешт и успешно захватил несколько вокзалов и мостов через Дунай, взяли на себя охрану нескольких важных объектов. Полк действовал в условиях отказа от сотрудничества, а нередко и прямого саботажа со стороны венгерских властей и населения, но несмотря на это, сумел выполнить все поставленные перед ним задачи.
Указом Президиума Верховного Совета СССР от 18 декабря 1956 года за «мужество и отвагу, проявленные при выполнении воинского долга» гвардии подполковник Николай Никовский был удостоен высокого звания Героя Советского Союза с вручением ордена Ленина и медали «Золотая Звезда» за номером 10808.
В 1966 году в звании полковника Никовский был уволен в запас. Проживал в Киеве, скончался 20 ноября 1997 года, похоронен на Лукьяновском военном кладбище..
Был также награждён орденом Отечественной войны 1-й степени и двумя орденами Красной Звезды, рядом медалей.